# SC Frankfurt
SC Frankfurt was een sportclub uit Frankfurt (Oder), DDR, die bestond van 1962 tot 1969.

## Geschiedenis
Analoog met de oprichting van SC Potsdam en SC Neubrandenburg werd in 1961 ook voorgesteld om in Frankfurt een sportclub op te richten waarin talentvolle topspelers samengebracht werden. Voor de voetbalafdeling was het moeilijk om een team op te bouwen omdat er op dit moment geen enkele club uit Frankfurt in de eerste of tweede klasse speelde. Daardoor zou de nieuwe club het elftal van BSG Stahl Stalinstadt overnemen en speelde verder onder de naam SC Frankfurt in Stalinstadt. Dit stuitte echter op zo een hevig protest dat dit plan afgeblazen werd.
Na onderhandelingen met Erich Mielke van SV Dynamo werd het elftal van het in 1951 opgerichte SG Dynamo Frankfurt overgenomen. Deze club was net gepromoveerde naar de DDR-Liga. SG Dynamo bleef verder bestaan en nam de plaats van Einheit Frankfurt in de Bezirksliga Frankfurt over.
Er werden geen nieuwe spelers of talenten aangetrokken zoals de bedoeling was. De club kon het behoud in het eerste seizoen verzekeren, maar in het twee seizoen werd de club afgetekend laatste met slechts 9 punten. Van TSC Berlin kregen ze zelfs een 1:15 draai om de oren.
Door de afschaffing van de II. DDR-Liga was de Bezirksliga inmiddels weer de derde klasse geworden en SC Frankfurt speelde nu in dezelfde reeks als SG Dynamo. Beide clubs domineerden de Bezirksliga. In seizoen 1965/66 werd Dynamo herfstkampioen voor SC. Tijdens de winterstop werd het voetbal in Oost-Duitsland grondig geherstructureerd. De voetbalafdelingen van de Sportclubs werden zelfstandig gemaakt. Van de tien beste clubs werd een FC gemaakt, maar daar hoorde Frankfurt in de derde klasse niet bij. De meeste andere afdelingen die ging FC werden sloten zich bij een BSG aan, maar in Frankfurt keerden de spelers terug naar SG Dynamo.
De sportclub bestond nog in andere afdelingen tot 1969 toen deze ontbonden werd na de oprichting van ASK Vorwärts Frankfurt, dat vanuit Berlijn naar Frankfurt verhuisde.